# 大冷股份
大连冷冻机股份有限公司 （深交所：000530）是中国深圳证券交易所的一家上市公司，主营业务范围为普通机械制造业。
2011年，该公司主营业务收入为1863253549.47元，公司净利润为81621060.33元，公司总资产为3053660921.27元。